# Diploma din octombrie

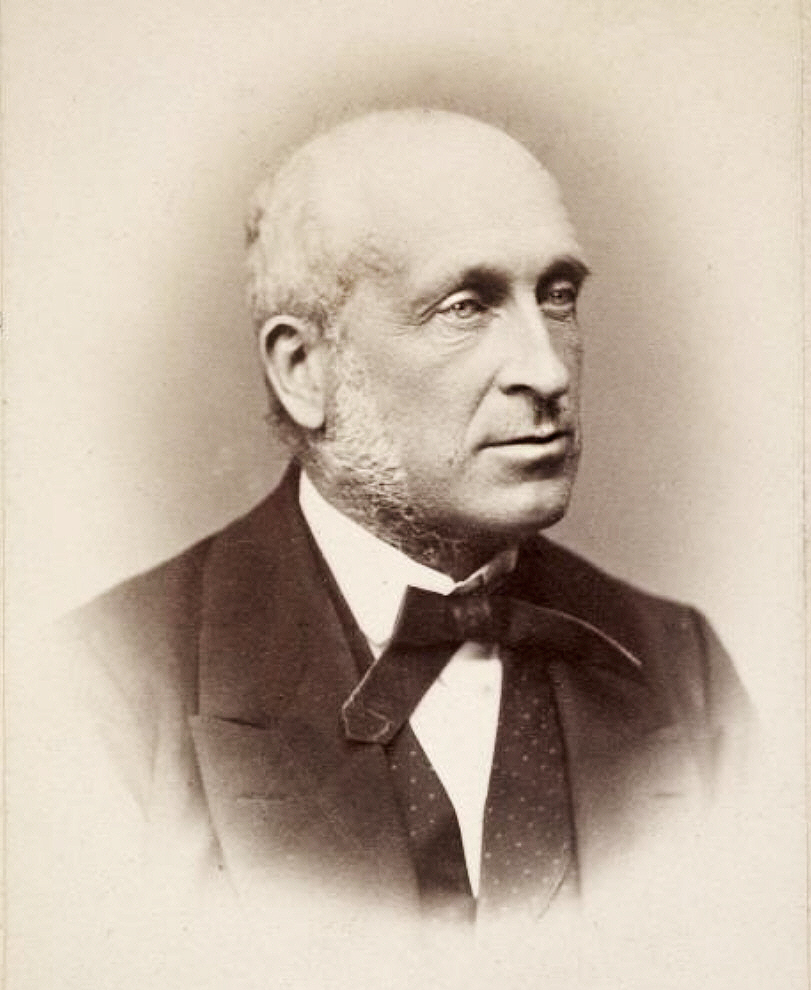
Autorul Diplomei din octombrie, Agenor Gołuchowski

Diploma din octombrie (în germană Oktoberdiplom) a fost promulgată de împăratul Franz Joseph în data de 20 octombrie 1860. Prin acest document a fost încheiată perioada neoabsolutistă care a urmat Revoluției de la 1848 și a fost deschisă era de guvernare constituțională ("regimul liberal") în Imperiul Austriac (1860-1867).
Potrivit prevederilor Diplomei din Octombrie, a încetat regimul militar din Transilvania, iar Marele Principat al Transilvaniei a redevenit stat autonom în cadrul imperiului. 